# 西河 (裕溪河)
西河，巢湖水系支流，安徽省黄陂湖的出湖水道，向东流至刘家渡后转向东北，经无为市区后于黄雒河口入裕溪河。庐江段又称青帘河、浣川，无为市卞家拐以下又称天河，而其中马口闸至黄雒河口段为古濡须水河道。于龙桥镇北侧杨泗庙处有一分流兆河向北直入巢湖，故常与兆河合称西兆河或兆西河，两河亦组成了引江济淮工程西兆线。

## 历史
西河本为古濡须水支流，南宋年间改濡须水于裕溪口入江后，西河遂侵古濡须水马口闸至黄雒河口的河道，同时在新安桥与刘家渡各有一直接通江河口。明代因沿江围塘和江堤的兴建，于正德年间堵死了刘家渡通江口，又于万历年间于新安桥修建斗门。西河遂向下游泛滥，通过泥汊河经泥汊河口入江，或是经马沟河和神塘河从神塘河口入江。清同治十二年（1873年），又先后堵死泥汊和神塘两处河口，西河遂完全成为裕溪河的支流。新中国成立后，分别在刘家渡和泥汊兴建了凤凰颈闸和利民闸，用于汛期排涝、旱期引江水灌溉。